# Sicyopterus wichmanni
Sicyopterus wichmanni är en fiskart som först beskrevs av Weber, 1894.  Sicyopterus wichmanni ingår i släktet Sicyopterus och familjen smörbultsfiskar. Inga underarter finns listade i Catalogue of Life.